# Mayer Amschel Rothschild

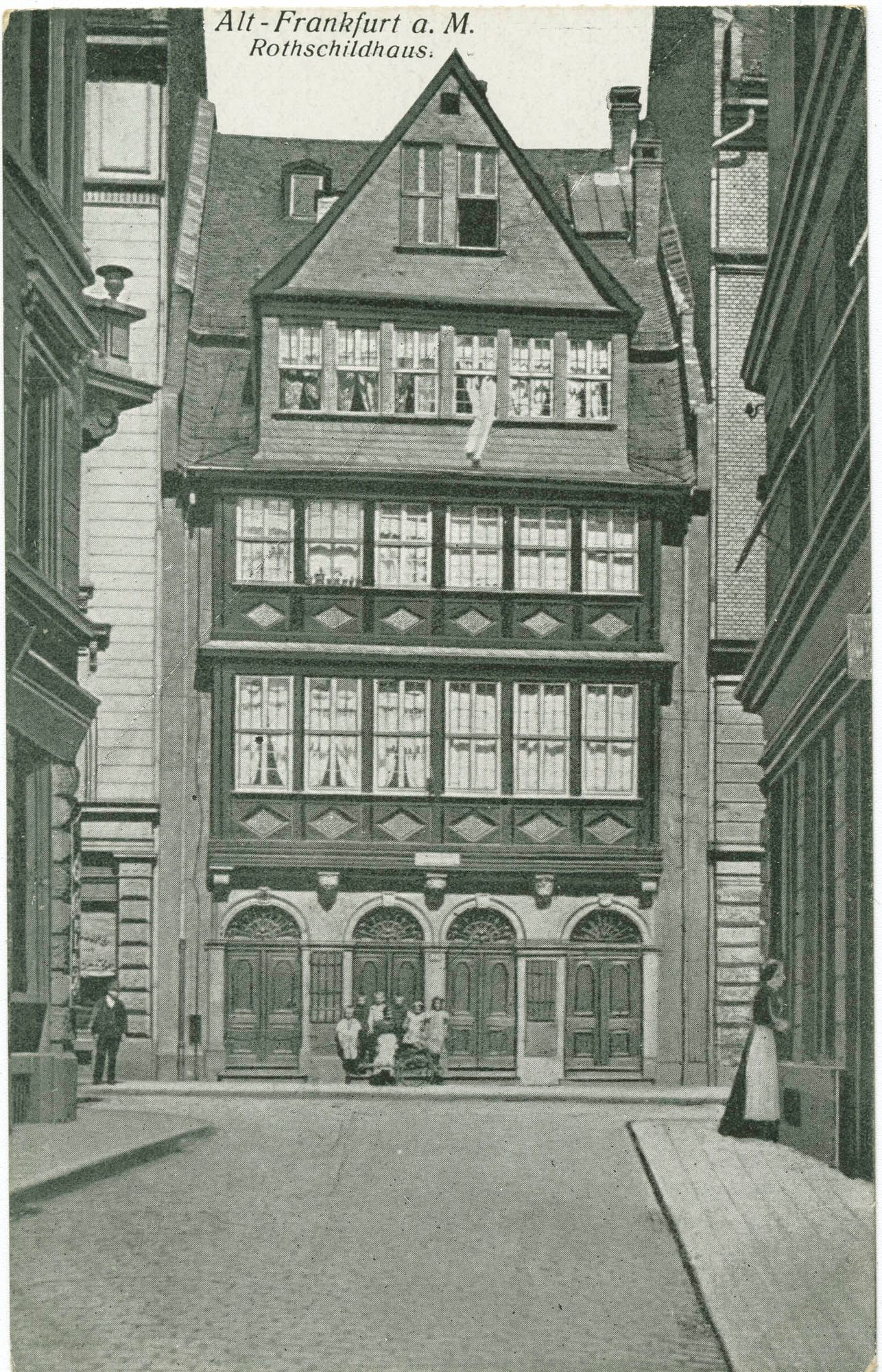
Dom rodziny Rothschildów w dzielnicy żydowskiej Judengasse we Frankfurcie nad Menem

Mayer Amschel von Rothschild (ur. 23 lutego 1744 we Frankfurcie nad Menem, zm. 19 września 1812 tamże) – niemiecki bankier pochodzenia żydowskiego, założyciel dynastii finansowej rodziny Rothschildów. W 2005 roku znalazł się na 7 miejscu w rankingu magazynu Forbes na dwudziestu najbardziej wpływowych biznesmenów wszech czasów. Został określony przez ten magazyn jako „ojciec finansów międzynarodowych”.

## Życiorys
Mayer Amschel Rothschild urodził się 23 lutego 1744 roku w żydowskiej dzielnicy Judengasse we Frankfurcie nad Menem, w ówczesnym Świętym Cesarstwie Rzymskim jako jedno z ośmiorga dzieci Amschela Mojżesza Rothschilda (zm. 1755) oraz jego żony Schönche Rothschild (nazwisko panieńskie Lechnich, zm. 1756).
Rodowód rodziny Rothschildów sięga do Isaaka Elchanana (zm. 1585 lub 1588), którego nazwisko pochodziło z niemieckiego określenia zum rothen Schild (ze starym zapisem „th”) co znaczy pod czerwonym szyldem. Określenie to odnosi się do domu, w którym rodzina zamieszkiwała przez wiele pokoleń. (W tamtych czasach domy były rozpoznawane poprzez szyldy z różnymi symbolami i kolorami, a nie numerami jak jest obecnie). Jego wnukowie i dalsi potomkowie przyjęli tę nazwę jako nazwisko rodziny i utrzymali je po przeprowadzce w 1664 do innego domu na Judengasse – Hinterpfann, co w literalnym tłumaczeniu znaczy dom z tyłu rondla.
Ojciec Amschela prowadził kantor wymiany walut oraz handlował różnego rodzaju towarami takimi jak jedwab. Jego klientem był także książę heski Wilhelm.

### Kariera biznesowa
Mayer A. Rothschild po ukończeniu początkowego nauczania we Frankfurcie nad Menem uczęszczał do szkoły talmudycznej w Fürth jednakże porzucił ją po śmierci obojga rodziców w latach 1755 oraz 1756 w wyniku panującej w Niemczech epidemii. Przy pomocy krewnych zatrudnił się w 1757 roku w domu handlowo-bankowym założonym przez Samuela Oppenheimera w Hanowerze, gdzie uczył się handlu zagranicznego oraz wymiany walut pod kierunkiem jego prawnuka Jacoba Wolfa Oppenheimera. W roku 1763 powrócił do Frankfurtu nad Menem aby pomóc bratu w prowadzeniu interesów. W tym czasie zajmował się sprzedażą rzadkich monet oraz wygrał patronat księcia korony Wilhelma (patronat księcia przysługiwał także jego ojcu), który nadał mu tytuł Hoffaktora w 1769 roku. Przedsięwzięcia numizmatyczne Rothschilda obejmowały wiele książęcych patronatów, a następnie powiększyły się dzięki prowizjom z usług finansowych świadczonych księciu Wilhelmowi, który w 1785 roku objął rządy po śmierci swojego ojca jako Wilhelm IX, landgraf Hesji-Kassel.
Działalność finansowa gwałtownie się zwiększyła podczas rewolucji amerykańskiej oraz francuskiej (patrz: Rewolucja irlandzka), kiedy Rothschild obsługiwał płatności Wielkiej Brytanii na rzecz elektora za wypożyczanie królowi brytyjskiemu żołnierzy heskich.
W 1806 roku Napoleon Bonaparte najechał księstwo Hesji-Kassel w reakcji na wsparcie jakie Prusy otrzymały od Wilhelma. Landgraf udał się na emigrację do księstwa Holsztyn, ale Rothschild mógł dalej kontynuować swoje usługi bankowe dla księcia, prowadząc działalność inwestycyjną w Londynie. Osiągał także zyski z importu towarów omijając blokadę kontynentalną, wprowadzoną przez Napoleona.

## Dynastia Rothschildów
W 1798 roku, jego trzeci z kolei syn, Nathan Mayer Rothschild został wysłany do Manchesteru w Anglii w celu dalszego rozwoju rodzinnego biznesu w branży tekstylnej. W mieście tym prowadził biznes z kapitałem zakładowym o wartości 20 000 funtów, kupując materiały i barwniki i sprzedając gotowe produkty za granicę, co w ciągu 7 lat działalności w tym mieście przyniosło mu zysk nie mniejszy niż 40 000 funtów. Nathan 12 czerwca 1804 roku został naturalizowanym obywatelem Wielkiej Brytanii, a w roku 1805 przeniósł się do Londynu, gdzie zakupił pałac St. Helen oraz utworzył oddział firmy w New Court, St. Swithin’s Lane. W tym czasie Nathan chwalił się przed jednym z antwerpskich kupców: Możesz dostać ode mnie cokolwiek wytworzonego w Anglii a zapewniam Cię, że otrzymasz cenę niższą o 10% od tej, którą zaoferuje Ci jakakolwiek firma z Frankfurtu.
W 1810 roku Mayer utworzył formalne partnerskie porozumienie ze swoimi trzema najstarszymi synami. Najmłodszy – James został wysłany do Paryża w 1811 roku, wzmacniając zdolności operacyjne rodziny w Europie kontynentalnej. Pozwoliło to rodzinie czerpać zyski z szansy jaką dawało finansowanie armii Wellingtona w Portugalii, wymagającej zasilania w duże ilości złota w imieniu rządu Wielkiej Brytanii.
Mayer Amschel Rothschild zmarł 19 września 1812 we Frankfurcie nad Menem i został pochowany tamże na starym cmentarzu żydowskim przy Judengasse (obecnie Battonstrasse). Nadal istnieje jego nagrobek na tym cmentarzu. Jeden z parków we Frankfurcie nad Menem nosi jego imię i jest tam także ulica jego imienia – Rothschildallee. W 1817 roku został pośmiertnie nobilitowany przez cesarza Austrii, Franciszka I.

## Rodzina
Mayer A. Rotschild ożenił się 29 sierpnia 1770 roku z Guttle Schnapper (1749–1849), córką Wolfa Salomona Schnappera. Mieli pięciu synów i pięć córek.
1. Schönche Jeannette Rothschild(inne języki) (ur. 20 sierpnia 1771, zm. 1859) – wyszła za Benedykta Mojżesza Wormsa (1772–1824)
2. Amschel Mayer (ur. 12 czerwca 1772, zm. 6 grudnia 1855)
3. Salomon Mayer (ur. 9 września 1774, zm. 28 lipca 1855) – twórca domu bankowego Rothschildów w Austrii, małżeństwo z Caroline Stern
4. Nathan Mayer (ur. 16 września 1777, zm. 18 lipca 1836) – twórca domu bankowego Rothschildów w Anglii, małżeństwo z Hannah Barent Cohen (1783–1850), córką Leviego Barenta Cohena(inne języki)
5. Isabella Rothschild(inne języki) (ur. 2 lipca 1781, zm. 1861), poślubiła Bernharda Judę Sichela (1780–1862)
6. Babette Rothschild (ur. 29 sierpnia 1784, zm. 16 marca 1869), poślubiła Siegmunda Leopolda Beyfusa (1786–1845)
7. Kalmann (Karl) Mayer (ur. 24 kwietnia 1788, zm. 10 marca 1855) – twórca domu bankowego Rothschildów w Neapolu, małżeństwo z Adelheid Herz (1800–1853)
8. Julie Rothschild(inne języki) (ur. 1 maja 1790, zm. 19 czerwca 1815), poślubiła Mayera Levina Beyfusa (1790–1860)
9. Henriette („Jette”)(inne języki) (1791–1866) – poślubiła Abrahama Montefiore (1788–1824)
10. James Mayer Rothschild (1792–1868) – twórca domu bankowego Rothschildów we Francji, małżeństwo z Betty de Rothschild (1805–1886), córką Salomona Mayera Rothschilda